# Îlet à Cabrit
De Îlet à Cabrit (oude naam: Petite Martinique) is een onbewoond eiland van de eilandengroep Îles des Saintes in het Franse overzeese departement Guadeloupe. Het ligt ongeveer 1 km ten noordwesten van Terre-de-Haut. De ruïne van Fort Joséphine bevindt zich op de top van de hoogste heuvel.

## Geschiedenis
Îlet à Cabrit bevindt zich in de baai voor de haven van Terre-de-Haut, en is een strategisch belangrijke plaats. In 1777 werd Fort de la Reine op het hoogste punt van het eiland gebouwd om Terre-de-Haut te beschermen. Later werd de naam gewijzigd in Fort Joséphine naar Joséphine de Beauharnais, de vrouw van Napoleon. In 1809 werd het fort verwoest door het Verenigd Koninkrijk.
In 1851 werd het fort herbouwd en gebruikt als gevangenis, maar vernield door een orkaan in 1865. De gevangenis werd in 1866 herbouwd, maar werd in 1871 een veldhospitaal dat later gebruikt werd als quarantainestation. In 1902 werd het gesloten. In 1960 werd door een projectontwikkelaar een begin gemaakt met de bouw van een hotel op het eiland, maar het project is nooit afgemaakt.
Îlet à Cabrit is gekocht door het Conservatoire du littoral, en is publiek toegankelijk is.

## Galerij

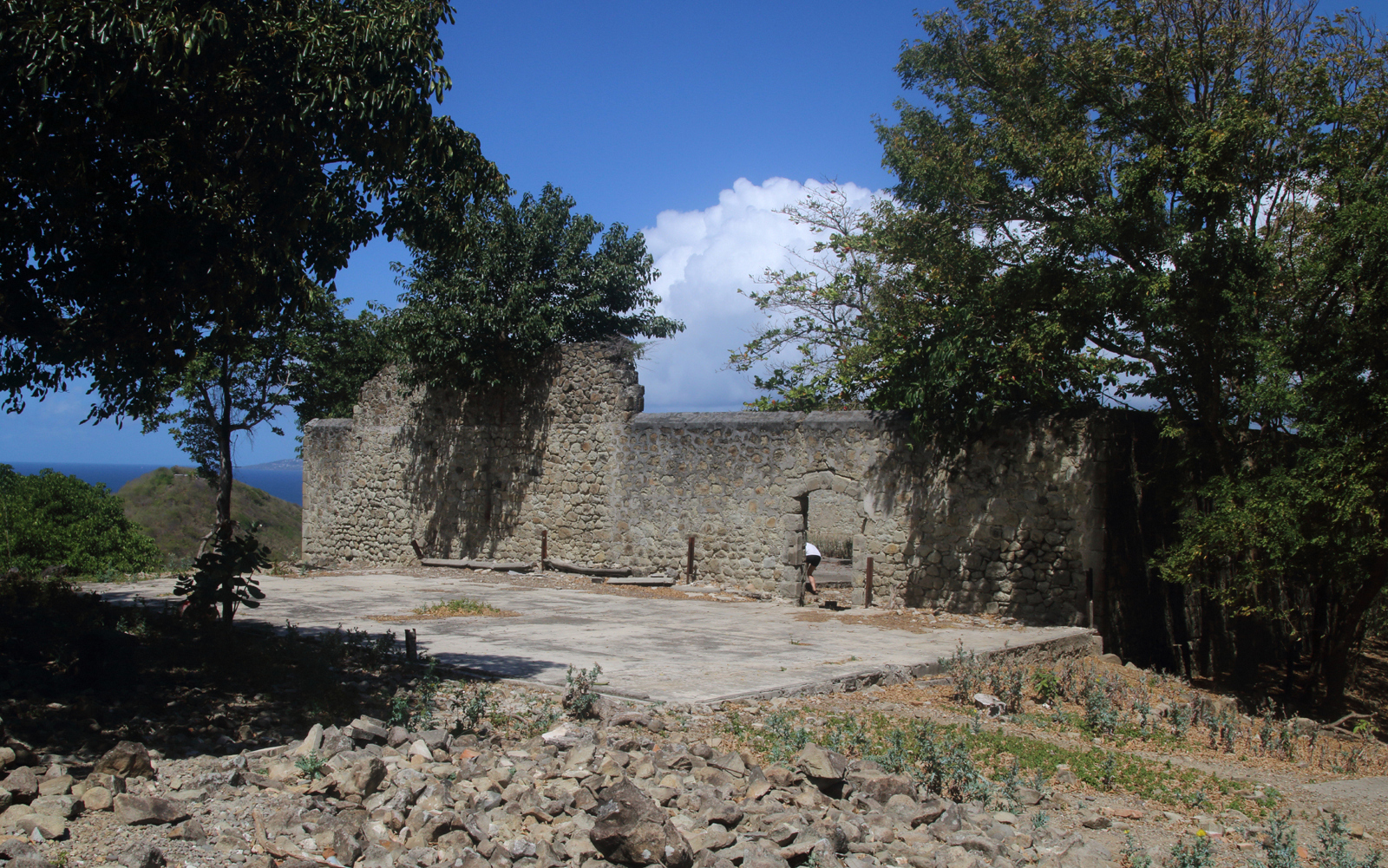
Fort Joséphine
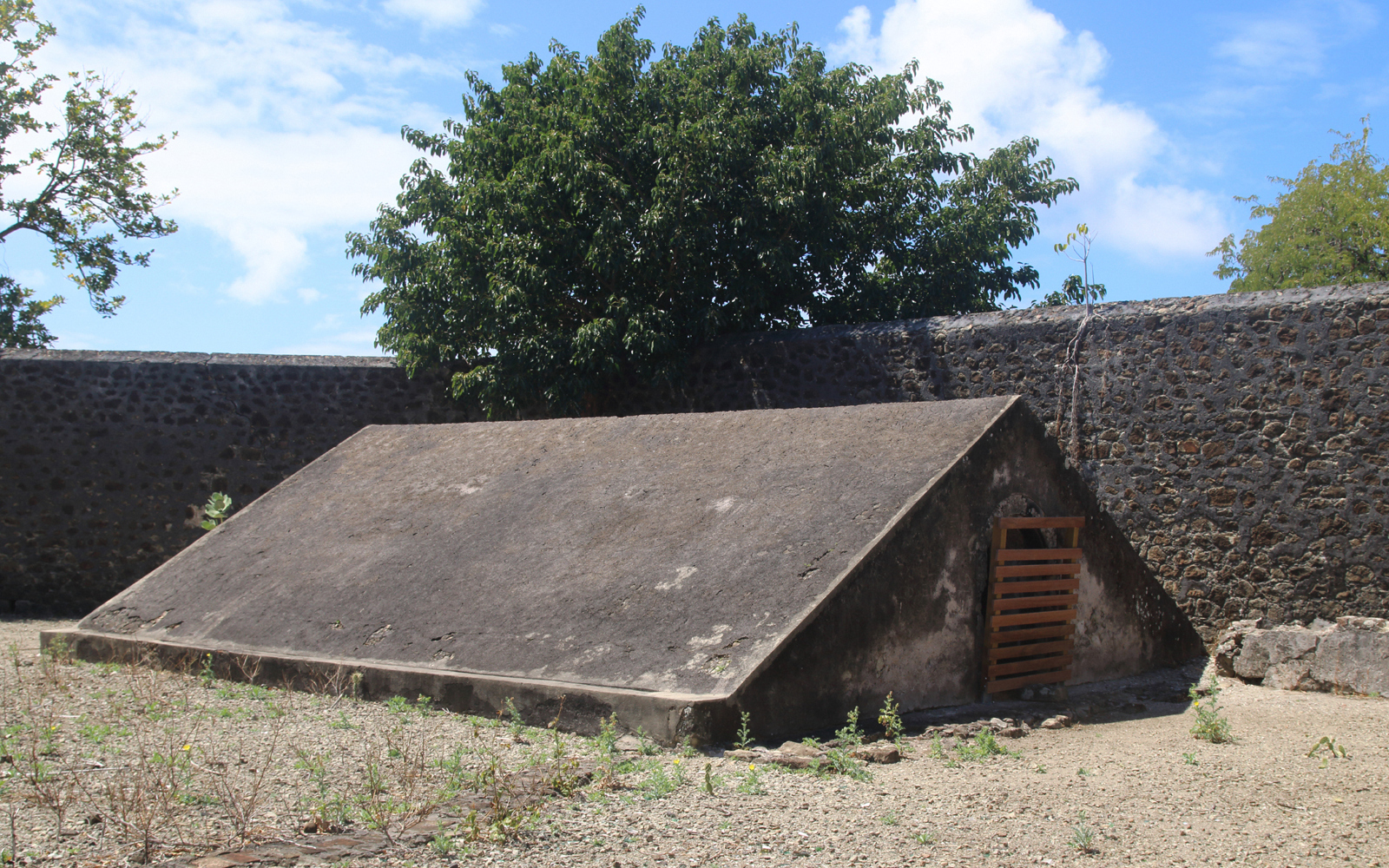
Binnenplaats van Fort Joséphine
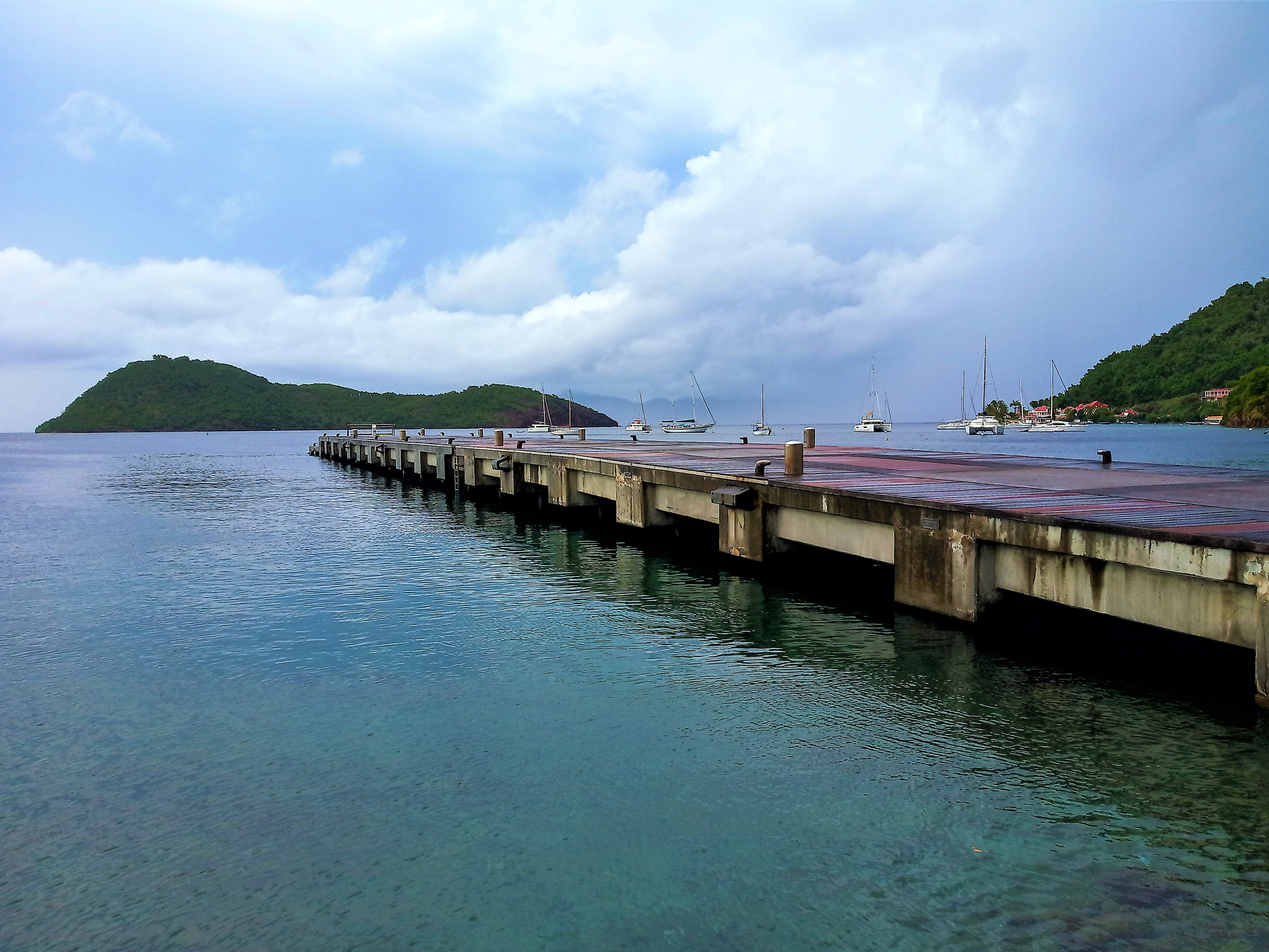
Îlet à Cabrit gezien vanaf de kade van Terre-de-Haut

Basse-Terre (Îlets Pigeon) · Grande-Terre (Îlet du Gosier) · Îles des Saintes (Îlet à Cabrit · Grand-Îlet · Terre-de-Bas · Terre-de-Haut) · La Désirade (Îles de la Petite-Terre) · Marie-Galante